# Канэда, Хироси
Хироси Канэда (яп. 金田 宏 Канэда Хироси, 1953) — японский астроном и первооткрыватель астероидов, который живёт в городе Саппоро в префектуре Хоккайдо. Его работа по обнаружению новых астероидов оказалась весьма плодотворной — в период с 1987 по 2000 годы Хироси Канэдой совместно с другим японским астрономом Сэйдзи Уэдой было обнаружено в общей сложности 705 новых астероидов. По данным на 16 июля 2011 года по количеству открытых астероидов он находился на 8 месте среди других первооткрывателей и на 19 месте с учётом различных проектов по поиску новых астероидов.
Он также обнаружил две новых звезды: V459 в созвездии Лисички в 2007 году и V2468 в созвездии Лебедя 2008 году. Наряду с этим Канэда работал программистом в области создания астрономического программного обеспечения.
В знак признания его заслуг одному из астероидов, обнаруженному в 1990 году, было присвоено его имя (4677) Хироси.